# Școala de limbi străine Berlitz

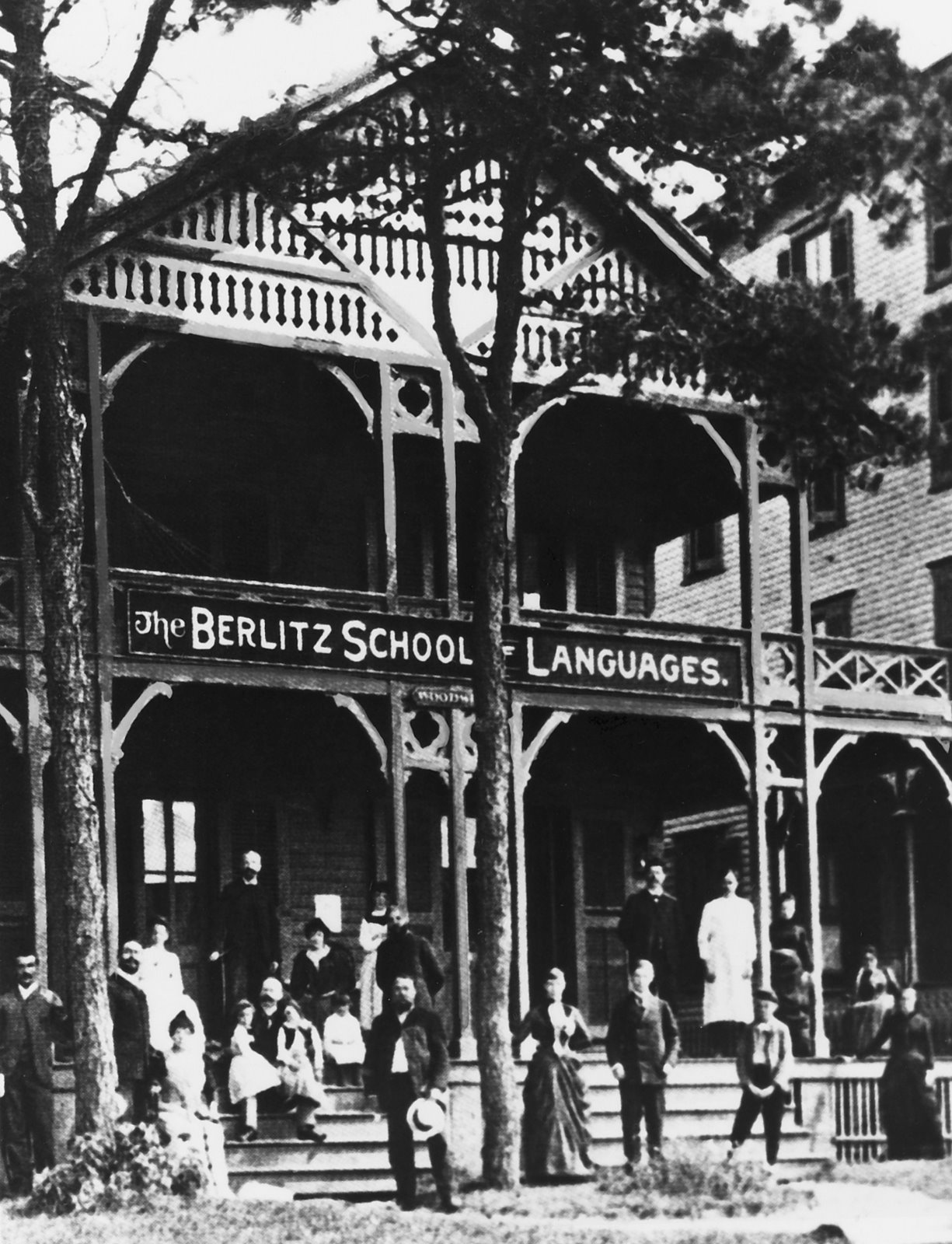
Prima școala Berlitz în Providence, Rhode Island (1878)

Școlile de limbi străine Berlitz (denumirea actuală: Berlitz Corporation) își au originea la o școală de limbi străine fondată de Maximilian Delphinius Berlitz, în anul 1878, în Providence, Rhode Island, SUA. Ele s-au dezvoltat într-un grup internațional, în prezent, cu 550 de școli din peste 70 de țări. Metoda de predare a tuturor școlilor de limbi străine Berlitz este așa-numita imersiune. De la prima lecție, aceasta se predă exclusiv în limba țintă. 

## Istoric
Berlitz a emigrat din Germania în Statele Unite în 1872 pentru a preda limba greacă, latină și alte șase limbi europene în conformitate cu metoda tradițională. După ce a predat câțiva ani ca profesor particular, a devenit profesor de predare a limbii franceze și germane la Warner Polytechnic College. 
Acolo, Berlitz era în același timp proprietar, decan, rector și singurul membru al facultății. Avea nevoie de un asistent care să poată preda limba franceză, așa că a angajat un francez pe nume Nicholas Joly. Când Joly a sosit în Providence, s-a dovedit totuși că nu vorbea engleza. Slăbit de muncă excesivă, Berlitz a anunțat că este bolnav și l-a rugat pe Joly să preia orele cât mai bine posibil. Berlitz a cerut asistentului să interpreteze obiectele, să repete cuvântul francez pentru acestea și să demonstreze verbele. 

## Proprietarii și Stakeholders
Școlile de limbi străine Berlitz au devenit, în 1966, o filială a Macmillan Publishers, iar în 1988, o societate cu răspundere limitată, când Maxwell Communication Corporation a preluat compania Macmillan. Un an mai târziu, Fukutake Publishing Co. (din 1995 redenumit Benesse Corporation) a preluat majoritatea acțiunilor și în 2001 a preluat compania în întregime.

## Legături externe
- Berlitz Germania GmbH
- Berlitz Austria GmbH
- Berlitz Elveția - Berlitz Școli de Limbi AG
- Istoricul companiei (germană)